# Хеспенгау
Хеспенгау или Хаспенгау (на немски: Hespengau, Haspengau; на нидерландски: и лимбургски: Haspengouw; на френски: Hesbaye; на латински: Hesbania) е регион в Белгия, между градовете Хаселт, Лиеж, Намюр, Тийнен и Льовен, на Юг и Изток реката Маас образува естествената граница.
Латински документи от 11 век споменават в територията едно графство (Comitatus) Haspinga.